# Lauterbrücke (Frischborn)
Die Lauterbrücke ist eine Straßenbrücke über die Lauter in Frischborn, einem Ortsteil der mittelhessischen Stadt Lauterbach.
Die schmale, einbogige Brücke aus Sandsteinquadern und Basalt wurde 1767 im Auftrag der damaligen Gemeinde erbaut, als Bauherren sind an der Brücke die Frischborner Schöffen und Bürgermeister angegeben. Ebenfalls durch Inschrift werden als Erbauer die Maurermeister P. Riatsch und I. Tamm genannt, letzterer soll Schweizer gewesen und auf Betreiben der Adelsfamilie Riedesel als Brückenbauer für die Region gewonnen worden sein.
Später wurde das heutige nachklassizistische Geländer aus Eisen hinzugefügt.
Die Brücke steht aus orts-, verkehrs- und technikgeschichtlichen Gründen unter Denkmalschutz.